# چپتسه
چپتسه (به لاتین: Trzebce) یک سکونت‌گاه مسکونی در لهستان است که در Gmina Wielgomłyny واقع شده‌است.